# Conceição do Pará
Conceição do Pará este un oraș în unitatea federativă Minas Gerais (MG), Brazilia.